# Aomori (stacja kolejowa)
Stacja Aomori (jap. 青森駅 Aomori-eki) – stacja kolejowa zlokalizowana w mieście Aomori, w prefekturze Aomori, w Japonii.

## Linie kolejowe

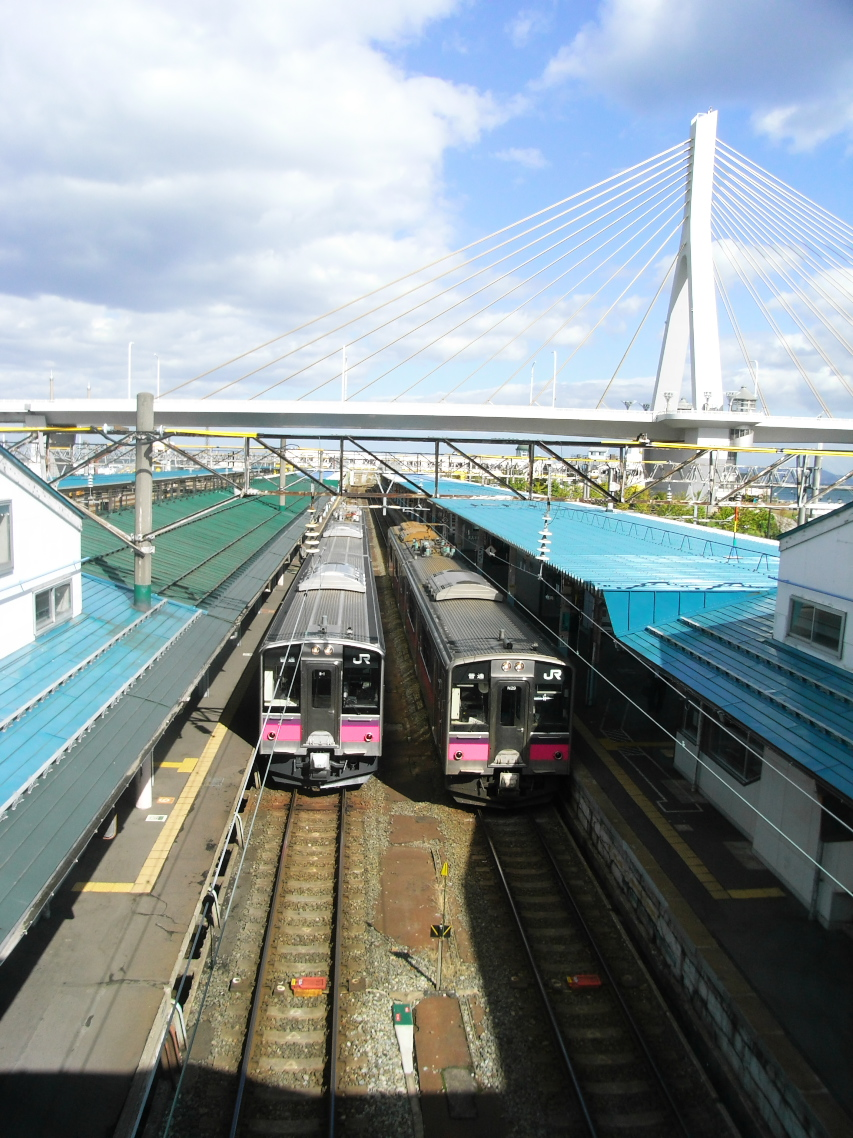
Most Portowy Aomori i pociągi

Stacja Aomori obsługiwana jest przez następujące linie.
Japońska Kolej Wschodnia
- Linia Ōu Main Line
- Linia Tsugaru Line
- Linia Tsugaru-Kaikyō Line

Kolej Aomori
- Linia Aoimori Line

## Infrastruktura
Stacja Aomori posiada trzy perony wyspowe połączone z budynkiem dworca kładką nad torowiskiem. Na stacji znajduje się czynna kasa biletowa oraz biuro podróży View Plaza.
Stacja Aomori jest stacją krańcową (wszystkie pociągi zaczynają bądź kończą tu swój bieg), mimo iż układ torów jest przechodni.

### Perony
| 1   | Linia Aoimori Line        | do Asamushi-Onsen, Noheji, Hachinohe do Shimokita, Ōminato |
| 2   | Linia Aoimori Line        | do Asamushi-Onsen, Noheji, Hachinohe do Shimokita, Ōminato |
| 2   | Linia Ōu Main Line        | do Shin-Aomori, Hirosaki, Ōdate, Akita                     |
| 3-6 | Linia Ōu Main Line        | do Shin-Aomori, Hirosaki, Ōdate, Akita                     |
| 3-6 | Linia Tsugaru Line        | do Kanita, Minmaya                                         |
| 3-6 | Linia Tsugaru-Kaikyō Line | do Kikonai, Hakodate, Sapporo                              |

## Pociągi pospieszne (limitowane)
Stacja Aomori obsługiwana jest przez następujące pociągi pospieszne (obsługujące limitowaną liczbę stacji osobowych).
- Hakuchō (Shin-Aomori – Hakodate)
- Tsugaru (Akita – Aomori)
- Akebono (Ueno – Aomori)
- Nihonkai (Osaka – Aomori)

## Autobusy
- autobusy miejskie miasta Aomori
- Kōnan Bus
- JR Bus Tohoku
- Towada Kankō

## Historia
Stacja została otwarta 1 września 1891r.

## Okolica
- Most Portowy Aomori
- Budynek stacyjny „Rabina”
- Centrum handlowe „Auga”
- Biblioteka publiczna Aomori

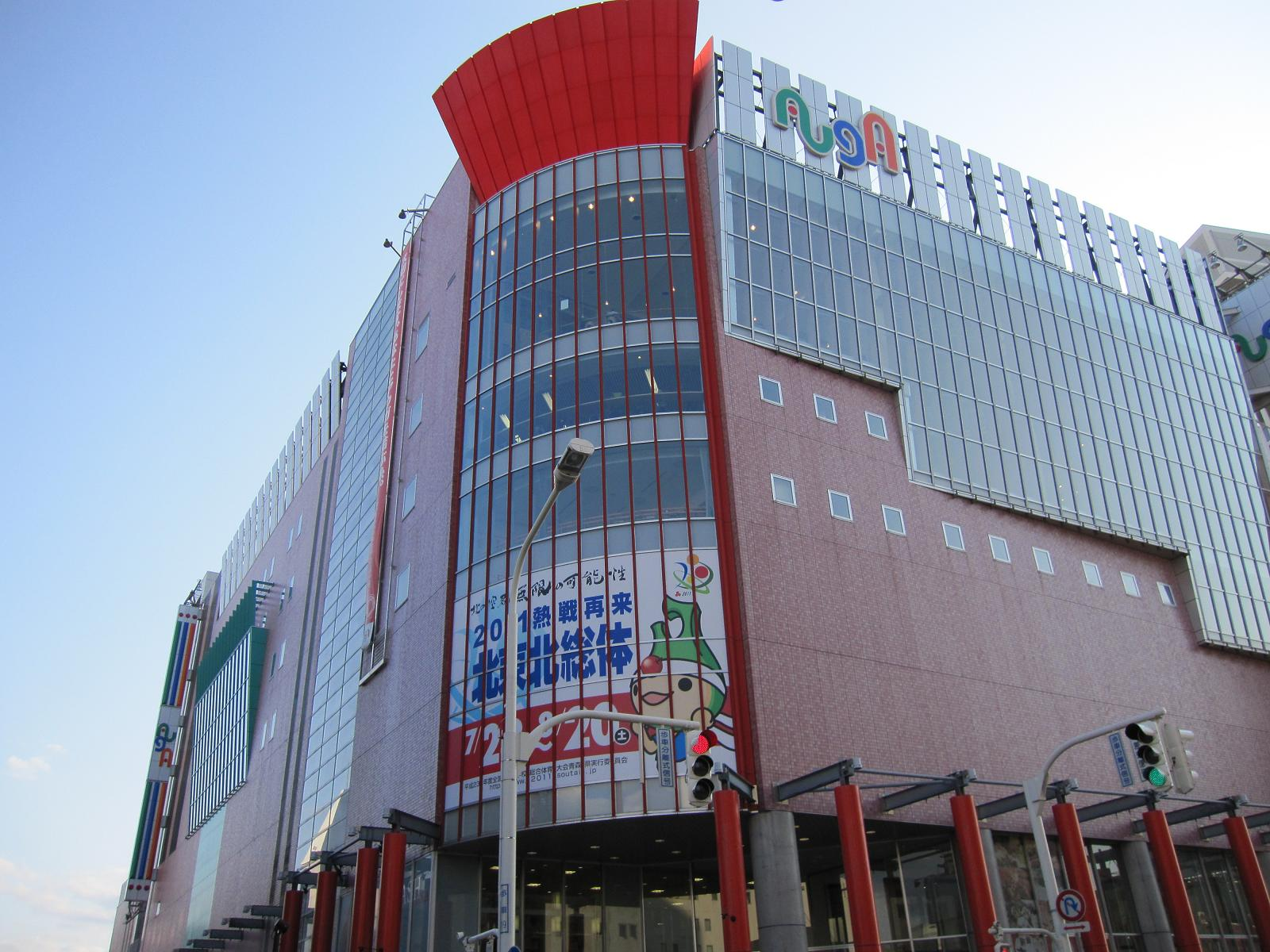
Auga

- Posterunek policji (Kōban) przy stacji Aomori
- Biuro JR Bus Tōhoku Aomori
- Odashima Building
- Kasa biletowa Towada Kankō Bus Aomori
- Urząd Prefektury Aomori
- Ratusz miasta Aomori

## Stacje sąsiednie
| <<                        | Typ pociągu | >>        |
| ------------------------- | ----------- | --------- |
| Linia Ōu Main Line        |             |           |
| Tsugaru-Shinjō            | pospieszny  | koniec    |
| Shin-Aomori               | lokalny     | koniec    |
| Linia Tsugaru Line        |             |           |
| koniec                    | –           | Aburakawa |
| Linia Tsugaru-Kaikyō Line |             |           |
| koniec                    | –           | Kanita    |
| Linia Aoimori Line        |             |           |
| Tsutsui                   | –           | koniec    |